# Stereotipi (skupina)
Stereotipi so slovenska glasbena skupina, ki izvaja melodični pop rock. Sestavljajo jo Janez Rupnik (vokal), Rafko Mohorič (solo kitara), Vasja Lapanja (bas kitara), Enos Kugler (bobni) in Vatroslav Tomac (klaviature). Člani imajo izkušnje iz najrazličnejših glasbenih skupin.  
Skupina Stereotipi je stopila na glasbeno sceno leta 2007 s singlom Ljubi me (brez milosti), ki mu je sledil istoimenski videospot. Konec poletja je skupina na izboru Pesem poletja 2007 na TV Paprika prejela plaketo Zavoda IPF za najboljšo skupino.
Naslednji singl Naravnost v srce se je uvrstil na predizbor EMA 2008. Po telefonskem glasovanju so se uvrstili v sredino. Kljub temu, da število glasov ni zadostovalo za finale, se je skladba dobro prijela med občinstvom in se uvrstila na kar nekaj glasbenih lestvic.
V februarju 2008 so Stereotipi na izboru Diamanti, ki je potekal izključno z glasovanjem poslušalcev, osvojili nagrado New Diamant.
V aprilu 2008 je skupino zapustil bobnar Luka Čibej, ki ga je nadomestil Enos Kugler. V maju 2008 je izšel tretji singl z naslovom Pokaži mi jo mal....
Leta 2011 je po odhodu Rafka Mohoriča v skupino prišel kitarist Aljoša Skočir. Decembra 2011 so izdali skladbo Decembrski dan in zanj posneli tudi videospot. Spomladi 2012 so posneli duet z Manuelo Brečko za skladbo Raztrgaj me nežno. 

## Nastopi na glasbenih festivalih

### EMA
- 2008: Naravnost v srce (Dare Kaurič - Dare Kaurič, Janez Rupnik - Dare Kaurič, Vatroslav Tomac)
- 2010: Daj mi znak (Zvone Tomac - Janez Rupnik, Vatroslav Tomac - Vatroslav Tomac) - 13. mesto (298 telefonskih glasov)